# Ariel López
Ariel Maximiliano „Chupa” López (ur. 5 kwietnia 1974 w Lanús) – argentyński piłkarz pochodzenia włoskiego występujący na pozycji napastnika.

## Kariera klubowa
López pochodzi z miasta Lanús w aglomeracji stołecznego Buenos Aires i jest wychowankiem tamtejszego zespołu CA Lanús. Do seniorskiej drużyny został włączony jako dziewiętnastolatek przez szkoleniowca Miguela Ángela Russo i w argentyńskiej Primera División zadebiutował 13 marca 1994 w przegranym 0:2 spotkaniu z Estudiantes La Plata. Premierowego gola strzelił natomiast już sześć dni później w wygranej 2:0 konfrontacji z San Lorenzo. Już kilka miesięcy później wywalczył sobie pewne miejsce w formacji ofensywnej, zostając czołowym napastnikiem rozgrywek. W wiosennym sezonie Clausura 1996 został królem strzelców ligi argentyńskiej (z dwunastoma bramkami na koncie) i w tym samym roku wygrał z Lanús międzynarodowe rozgrywki Copa CONMEBOL, będąc kluczowym graczem w taktyce Héctora Cúpera. W 1997 roku dotarł natomiast do finału tego samego turnieju. Ogółem w barwach Lanús spędził cztery lata.
Latem 1997 López przeszedł za cztery miliony dolarów do hiszpańskiego Racingu Santander – ostatecznie do transferu jednak nie doszło, gdyż gracz nie potrafił porozumieć się z klubem w sprawie kontraktu indywidualnego. Kilkanaście dni później był bliski odejścia do stołecznego giganta – CA River Plate, lecz nie przeszedł testów medycznych i został w Lanús jeszcze przez pół roku. W styczniu 1998 za sumę czterech milionów dolarów (za 50% praw zawodniczych) przeniósł się do włoskiego drugoligowca Genoa CFC. W klubie tym był awizowany jako następca Vincenzo Montelli, jednak zawiódł oczekiwania – przez pół roku zdobył tylko cztery gole i zajął z ekipą dziewiąte miejsce w Serie B, a zarząd Genoi zdecydował się nie wykupywać drugiej połowy jego karty zawodniczej.
W lipcu 1998 López dołączył do Héctora Cúpera – swojego byłego trenera z Lanús – w hiszpańskim RCD Mallorca, będącego wówczas rewelacją rozgrywek. Już na starcie wygrał z nim superpuchar Hiszpanii, zaś w Primera División zadebiutował 30 sierpnia 1998 w zremisowanym 0:0 meczu z Salamancą. Pierwszego gola strzelił dwa tygodnie później w wygranym 2:0 pojedynku z Espanyolem, lecz mimo obiecującego początku i początkowo pewnej pozycji w składzie dosyć szybko został relegowany do roli rezerwowego. W sezonie 1998/1999 zajął co prawda z Mallorcą najwyższe w historii klubu miejsce w lidze (trzecie, tylko za Barceloną i Realem Madryt), lecz zdobył tylko cztery bramki we wszystkich rozgrywkach i pozostawał alternatywą dla duetu napastników tworzonego przez Daniego Garcíę i Leonardo Biaginiego.
Latem 1999 López powrócił do ojczyzny, na zasadzie rocznego wypożyczenia dołączając do stołecznego San Lorenzo de Almagro. Tam spędził bez większych sukcesów rok, po czym został wypożyczony do swojego macierzystego CA Lanús, gdzie trapiony kontuzjami również nie potrafił nawiązać do poprzednich osiągnięć. Później występował przez sześć miesięcy w spadkowiczu z hiszpańskiej trzeciej ligi – CF Gandía, by ponownie zasilić Lanús, tym razem odgrywając jednak w tym zespole wyłącznie drugoplanową rolę z powodu kontuzji. W styczniu 2003 na pół roku przeniósł się hiszpańskiego trzecioligowca Hércules CF, z którym uplasował się na jedenastej pozycji w tabeli i pozostawał głównie rezerwowym. Część dawnej formy odzyskał dopiero w beniaminku ligi argentyńskiej – Quilmes AC, gdzie regularnie wpisywał się na listę strzelców, a jego ekipa okazała się jedną z rewelacji rozgrywek, plasując się w ścisłej czołówce ligowej.
W styczniu 2005 López wyjechał do Meksyku, podpisując umowę z tamtejszym zespołem Club Necaxa z miasta Aguascalientes. W meksykańskiej Primera División zadebiutował 5 lutego 2005 w przegranym 0:1 spotkaniu z Cruz Azul, a pierwsze bramki zdobył 19 lutego w wygranej 4:3 konfrontacji z Dorados, dwukrotnie wpisując się na listę strzelców. W barwach Necaxy jako wiodący gracz spędził półtora roku; ponadto w kwietniu 2005 na zasadzie krótkiego, dwutygodniowego wypożyczenia dołączył do drużyny Tigres UANL w celu wspomożenia jej w 1/8 finału rozgrywek Copa Libertadores. W lipcu 2006 został wypożyczony na rok do klubu Pumas UNAM ze stołecznego miasta Meksyk, gdzie z powodu licznych kontuzji nie potrafił pokazać pełni swojego potencjału i w wieku 33 lat zdecydował się zakończyć karierę.

## Kariera trenerska
Po zakończeniu kariery piłkarskiej López został asystentem Enrique Lópeza Zarzy – swojego byłego szkoleniowca z Necaxy – w meksykańskim drugoligowcu Celaya FC. Pracował tam w latach 2015–2017; po odejściu Lópeza Zarzy również w sztabie szkoleniowym Gustavo Díaza. W styczniu 2017 – po niespodziewanej rezygnacji Díaza zaledwie kilka dni przed rozpoczęciem sezonu – objął rolę tymczasowego trenera i poprowadził Celayę w pięciu meczach, po czym został zastąpiony przez Gustavo Vargasa.